# Kanonbåten Svensksunds långresor

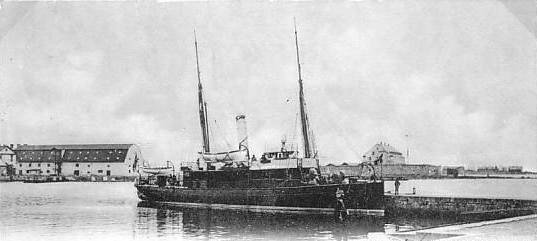
Svensksund cirka 1900. Samtida vykort.

Följande lista över kanonbåten Svensksunds långresor är en förteckning över samtliga långresor som genomfördes av den svenska kanonbåten Svensksund mellan 1897 och 1900.

## 1897
Deltog under denna resa i Andrées polarexpedition.
Färdväg
1. Göteborg
2. Tromsø, Norge
3. Danskön, Svalbard
4. Tromsø, Norge
5. Karlskrona

## 1899
Deltog under denna resa i den Svensk-ryska gradmätningsexpeditionen
Färdväg
1. Stockholm
2. Köpenhamn, Danmark
3. Trondheim, Norge
4. Tromsø, Norge
5. Advent Bay, Isfjorden, Svalbard
6. Virgo, Danskön, Svalbard
7. Nordöarna, Svalbard
8. Red Bay, Svalbard
9. Magdalena bay, Svalbard
10. South Galt, Svalbard
11. Liefde Bay, Svalbard
12. Woodfjorden, Svalbard
13. Wiedje Bay, Svalbard
14. Tromsø, Norge
15. Trondheim, Norge
16. Köpenhamn, Danmark
17. Karlskrona

## 1900
Färdväg
1. Sverige
2. Köpenhamn, Danmark
3. Trondheim, Norge
4. Tromsø, Norge
5. Hornsund, Svalbard
6. Virgo, Danskön, Svalbard
7. Isfjorden, Svalbard
8. Treurenberg Bay, Svalbard
9. Tromsø, Norge
10. Trondheim, Norge
11. Köpenhamn, Danmark
12. Sverige